# Iochroma baumii
Iochroma baumii är en potatisväxtart som beskrevs av S.D.Sm. och S.Leiva. Iochroma baumii ingår i släktet Iochroma och familjen potatisväxter. Inga underarter finns listade i Catalogue of Life.